# دشت بو (توية)
دشت بو (بالفارسية: دشتبو) هي مستوطنة تقع في إيران في قسم تویة دروار الريفي. يقدر عدد سكانها بـ 76 نسمة .